# Clayton Wagons Ltd

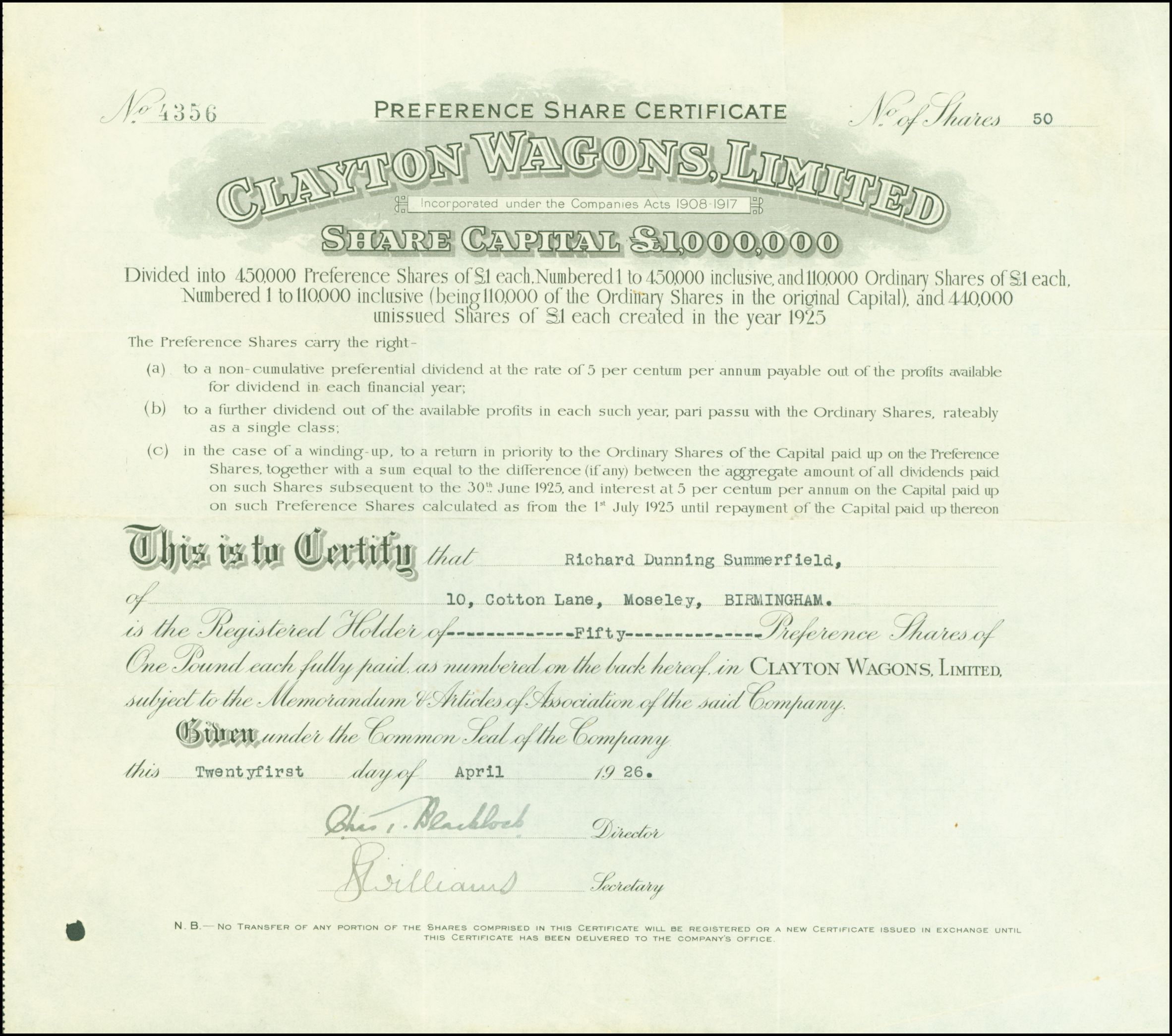
Aktie der Clayton Wagons Ltd. vom 21. April 1926

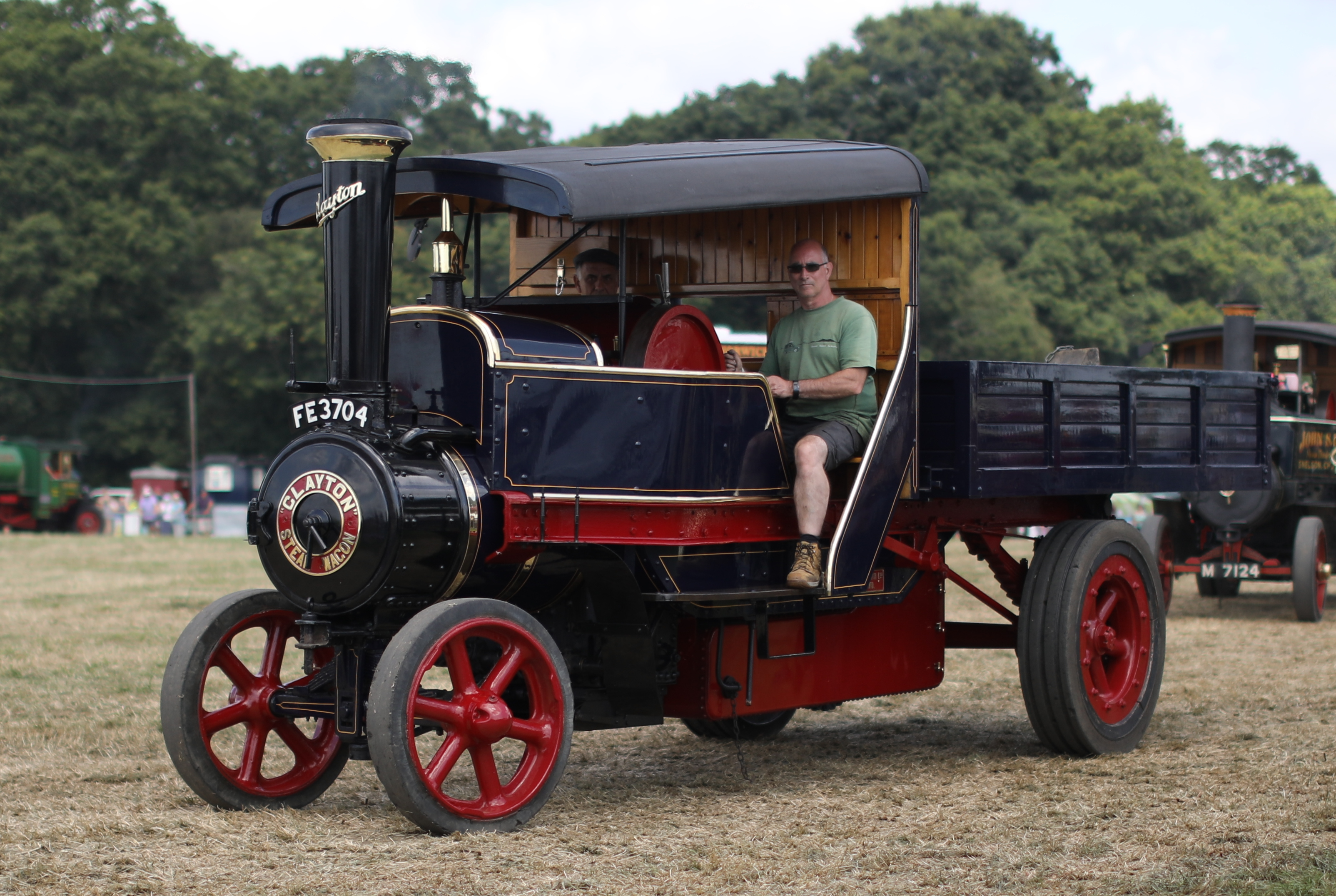
Dampflastwagen von Clayton

Die in Lincon, Lincolnshire beheimatete Maschinenbaufirma Clayton & Shuttleworth lagerte den Bau von Waggons, dampfbetriebenen Triebwagen sowie Lastwagen 1926 in die neu gegründete Tochterfirma Clayton Wagons Ltd aus. Der Bau von dampfgetriebenen Lastkraftwagen begann bei Clayton & Shuttlewort schon 1894. In den 1920er Jahren wurden auch Elektrolastwagen hergestellt. 1930 endete die Produktion der Lastwagen bei Clayton Wagons Ltd.